# 仁爱女子短期大学
仁爱女子短期大学（日语：／ Jin-ai Joshi Tanki Daigaku *），简称仁短，是一所位于日本福井县福井市的私立短期大学。

## 概要

### 简介
- 学校最早可以追溯到1898年[3][4]。短期大学为于1965年开办[4]、由学校法人福井仁爱学园经营。[5]、教育的基础是佛教。以「仁爱兼济」为教育理念[6]。

### 历史
- 1965年 仁爱女子短期大学成立并同时设置一个学科即家政科[4]。
- 1966年 保育科成立[4]。
- 1967年 家政科分离为两个专攻、以下列举[4]。
  - 家政专攻
  - 食物专攻
- 1968年 保育科改编为儿童教育科[4]。
- 1969年 食物专攻更名为食物荣养专攻[4]。
- 1972年 两个学科四个专攻成立、以下列举[4]。
  - 音乐学科（但招生到于2010年）：新成立、分离为两个专攻（但各自专攻招生到1998年）、以下列举。
    - 钢琴专攻（钢琴专攻改名为器乐专攻于1984年）
    - 声乐专攻

  - 儿童教育学科分离为分离为两个专攻、以下列举。
    - 初等教育专攻（但招生到1988年）
    - 幼儿教育专攻
- 1975年 音乐专攻成立于专科[4]。
- 1981年 家政专攻改编为生活科学专攻[4]。
- 1982年 日文学科成立[4]。
- 1990年 家政学科改名为生活科学学科、生活信息专攻成立[4]。
- 1991年 儿童教育学科改编为幼儿教育学科。食物荣养专攻成立于专科（但招生到2009年、停办于2011年）[4]。
- 2000年 生活科学专攻更名为生活环境专攻[4]。
- 2001年 武生校园废止。
- 2002年 调理科学专攻成立于生活科学学科（但招生到于2008年、停办于2010年）[4]。

### 宪章
- 请参看仁爱女子短期大学的标志 （页面存档备份，存于） （日語） 2014年5月17日阅览。

## 学校环境
- 福井校区：在福井县福井市
- 武生校区：在了福井县武生市（停办于2001年）

## 历任校长
- 秃了信：第一代短期大学校长[7]。
- 禿正宣：现在短期大学校长[8]。

## 组织

### 学科
- 生活科学学科
  - 生活环境专攻
  - 生活信息专攻
  - 食物荣养专攻
  - 调理科学专攻[注 1]
- 幼儿教育学科

### 前学科
| - 儿童教育学科 - 初等教育专攻 - 幼儿教育专攻 - 音乐学科 - 器乐专攻 - 声乐专攻 - 日文学科 |

### 专科
| - 音乐专攻 - 食物营养专攻 |

### 业余课程
| - 没有 |

### 附属学校
- 幼儿园[9]

### 附属机关
| - 图书馆 - 地区活动实践中心 |

## 知名校友
- 川本真琴：音乐家

## 相关链接
- 日本短期大学列表